# Joanis Pulos
Joanis Pulos (gr. Ιωάννης Πούλος) – grecki szermierz. Uczestnik pierwszych nowożytnych igrzysk olimpijskich w 1896 roku.
Reprezentant klubu Atinaiki Leschi (Ateny). Podczas igrzysk olimpijskich w Atenach w 1896 roku brał udział w turnieju floretowym. W pierwszej fazie zawodów był w grupie z Callotem, Pierakosem-Mawromichalisem i de Laborde. Przegrał wszystkie pojedynki i odpadł z zawodów, zajmując ostatnie siódme miejsce razem z Walakakisem.